# Comté d'Archuleta
Le comté d'Archuleta est un comté du Colorado. Son chef-lieu est Pagosa Springs, la seule municipalité du comté.
Le comté est créé en 1885 par une division du comté de Conejos. Il est nommé en l'honneur d'Antonio D. Archuleta, alors sénateur du comté de Conejos.

## Démographie
| 1890 | 1900  | 1910  | 1920  | 1930  | 1940  |
| ---- | ----- | ----- | ----- | ----- | ----- |
| 826  | 2 117 | 3 302 | 3 590 | 3 204 | 3 806 |

| 1950  | 1960  | 1970  | 1980  | 1990  | 2000  |
| ----- | ----- | ----- | ----- | ----- | ----- |
| 3 030 | 2 629 | 2 733 | 3 664 | 5 345 | 9 898 |

| 2010   | - | - | - | - | - |
| ------ | - | - | - | - | - |
| 12 084 | - | - | - | - | - |